# Aži Dahaka

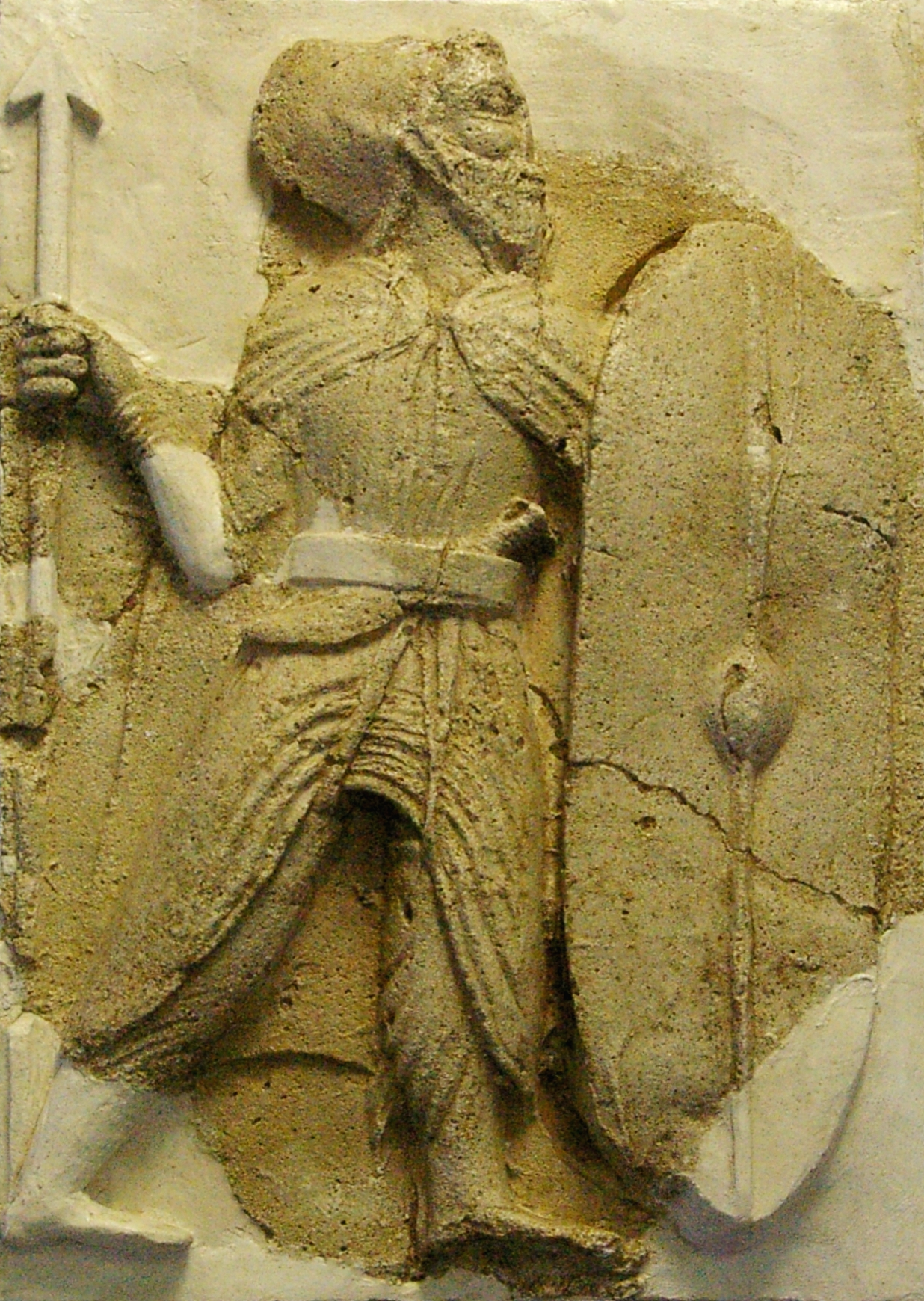
Sztukateria w Zamku Zahhaka w Azerbejdżanie Wschodnim.

Aži Dahaka, Zahhak ("wąż Dahak", śrper. Dahak, nwper. Zahak) – mityczny król-smok, który objął władzę nad Irańczykami po utracie przez Dżamszida (awest. Jima Chszaeta), z powodu popadnięcia w pychę, boskiego charyzmatu – chwareny (nwper. farr – "chwała").
W późniejszych źródłach przedstawiany jako król-tyran, któremu z ramion wyrastają czarne węże. Jego tyrańskie rządy to czas nieszczęść i suszy oraz chorób. Wziął do swego haremu siostry Dżemszyda. Dla węży Zahhaka w dworskiej kuchni przygotowywano pożywienie każdorazowo z mózgów dwóch chłopców. Lecz kucharze Ermail i Kermail każdorazowo ratowali jednego chłopca a zamiast jego mózgu dodawali mózg barani. Lud wspominał rządy Dżemszyda i marzył o wybawieniu od króla-tyrana.
Aži Dahaka został pokonany przez Feriduna (lub, w wersji awestyjskiej, Traetona), który wyzwolił uwięzione przez smoka kobiety (w innych wersjach krowy) (powszechny motyw pojedynku kosmogonicznego). Feridun nie zabił demona, lecz przykuł go do góry Demawend (motyw znany również m.in. z mitologii nordyckiej i słowiańskiej: Loki, Fenrir, diabeł przykuty do słupa – osi świata). Ma on zostać zabity przez pierwszego człowieka, który zmartwychwstanie, herosa Garszaspa.
Pomocnikiem Dahaka (nadzorcą jego haremu) był Kondrow, który po klęsce smoka przyłączył się do jego zwycięzcy – Feriduna.

## Interpretacja mitu i powiązania
Przejęcie rządów przez demonicznego, trójgłowego smoka stanowi mityczne odzwierciedlenie przejścia od okresu dobrobytu (ciepłego, słonecznego, pełnego życia, "męskiego" = lato, dzień; apogeum wspaniałości rządów Dżamszida, zapowiadające jednak jego upadek, symbolizuje okres późnego lata i wczesnej jesieni = czas żniw) do okresu ponurego i mrocznego (pełnego śmierci, "żeńskiego" = zima, noc – Awesta mówi wprost o "smoku zimy", w Szahname Ferdousiego to okres suszy – odpowiada to porom roku na południowych terenach zamieszkanych przez Irańczyków) panowania Dahaka. Nieokreślona do końca płeć Dahaka wskazuje na jego pierwotną "żeńskość" (zwano go m.in. "czarownicą").
Tego typu mity powstawały prawdopodobnie wśród "męskich" społeczności nomadycznych lub półnomadycznych (być może nawet w istocie swej męskich, koczujących latem na pastwiskach, gdy żeńska część ludu, tworząca odrębną społeczność, zamieszkiwała stałe siedziby, zajmując się uprawą ziemi – ewentualne pozostałości takiego układu społecznego u plemion zachodnio- i północnoirańskich (scytyjskich) mogły być źródłem legend o Amazonkach) w opozycji do wierzeń rolniczych opartych na kulcie Matki Ziemi. Charakterystyczne, że źródła perskie: tak Awesta, jak i Szahname, lokują siedzibę Dahaka na południu (na terenach starych kultur rolniczych Mezopotamii). Dodatkowym elementem wzmacniającym związek Dahaka z tym kultem jest jego trójgłowość – przy postaci ludzkiej z ramion miały mu wyrastać dwa czarne węże karmione mózgami młodzieńców (trójdzielność jest bardzo charakterystyczna dla Magna Mater i bóstw, szczególnie chtonicznych, od niej się wywodzących – Badb, Parki, Mojry, Norny). Mitycznym ekwiwalentem Wielkiej Bogini, prócz węża była także krowa (później wół).
W wymiarze mitycznym pokonanie smoka odzwierciedla cykliczność zmian w przyrodzie (a co za tym idzie i trybie życia ludzi; "wyzwolenie" krów zagarniętych i zamkniętych przez "smoka" zimy; patrz: War, Marena), w wymiarze historycznym może być refleksem zmian jakie się dokonywały przy przechodzeniu półkoczowników na osiadły tryb życia i przejmowaniu kontroli nad domem-"babińcem" ("wyzwolenie" kobiet spod władzy "smoka") oraz rolnictwem, czemu towarzyszyła fuzja wierzeń obu społeczności, demonizowanie starych hipostaz Wielkiej Bogini (następowało także częściowe zacieranie ich żeńskiej płci) i tworzenie ich nowych odpowiedników już pod kuratelą bóstw patriarchalnych (które jednak także przejmowały część cech żeńskich – Odyn, Apollo). Siła dawnych wierzeń objawia się m.in. w powszechnym stosowaniu żeńskich szat przez kapłanów.
Aži Dahaka "przekazał" swoje imię południowosłowiańskim smokom – ażdachom. Południowi Słowianie przejęli je od Irańczyków za pośrednictwem tureckim (awarskim?) lub bezpośrednio od jakichś pozostałości ludów sarmackich, czy to na terenie stepów Wielkiej Niziny Węgierskiej, czy też jeszcze w trakcie wędrówki plemion słowiańskich przez stepy zachodniej Ukrainy.
Z uratowanych od zagłady chłopców mają wywodzić się Kurdowie. Odpowiednikiem irańskiego Ażi jest w mitologii indyjskiej wedyjski Ahi Bundhnja. Motyw dwójki dzieci zabijanych przez czarownicę jest pokrewny bajce o Babie Jadze (gdzie jednak występuje chłopiec i dziewczynka).